# Шмалий, Владимир Владимирович
Влади́мир Влади́мирович Шма́лий (род. 20 июня 1966, Норильск, СССР) — священнослужитель Русской православной церкви, протоиерей.
Кандидат богословия, доцент. С 2014 года — доцент кафедры теологии Центра гуманитарных исследований и технологий Института общей профессиональной подготовки Национального исследовательского ядерного университета «МИФИ». В 1998—2015 годах — секретарь Синодальной Библейско-Богословской комиссии, в 2009—2016 годах — проректор Общецерковной аспирантуры и докторантуры, в 2003—2009 годы — проректор Московской духовной академии по научно-богословской работе. Член редакционной коллегии научно-богословского альманаха «Богословские труды». Один из авторов «Православной энциклопедии» и «Большой Российской энциклопедии».

## Биография
После окончания школы поехал в Москву, где в 1984 году поступил Московский физико-технический институт, который окончил в 1990 году с присвоением квалификации «инженер-физик». С 1990 по 1991 годы обучался в аспирантуре МФТИ.
В августе 1991 года был зачислен во 2-й класс Московской духовной семинарии.
С 1992 года работал в ОВЦС.
В 1993 году окончил Московскую духовную семинарию и поступил в Московскую духовную академию.
В июне 1997 году окончил Московскую духовную академию со степенью кандидата богословия, защитив диссертацию на тему: «Учение святителя Григория Нисского о познании Бога». С того же года — преподаватель Московской духовной академии и семинарии.
В 1996—2009 годы — консультант Отдела внешних церковных связей Московского Патриархата.
В 1998—2015 годах — секретарь Синодальной богословской комиссии (с 2009 года — Синодальной библейско-богословской комиссии).
21 сентября 2000 году рукоположён в сан диакона.
27 декабря 2000 года назначен членом Координационного комитета для двустороннего диалога Русской Православной Церкви с Коптской, Сирийской Православной и Армянской Апостольской (Киликийский Католикосат) Церквами.
14 января 2001 года в Храме Христа Спасителя Патриархом Алексием II был рукоположён в сан иерея к Покровскому академическому храму Троице-Сергиевой Лавры.
В 2003—2009 годы — проректор Московской духовной академии по научно-богословской работе.
22 мая 2005 года утверждён в звании доцента МДА.
В 2009—2016 годах — проректор Общецерковной аспирантуры и докторантуры Русской Православной Церкви им. Свв. Кирилла и Мефодия.
31 марта 2009 года решением Священного Синода включён в состав Комиссии по образованию Межсоборного присутствия Русской Православной Церкви.
В 2009 году возведён в сан протоиерея.
С 27 июля 2009 года по 16 апреля 2016 года член Межсоборного присутствия Русской православной церкви.
25 декабря 2009 года решением Священного Синода вошёл в состав рабочей группы по подготовке современного Катехизиса Русской Православной Церкви.
С 2014 года — доцент кафедры теологии Центра гуманитарных исследований и технологий Института общей профессиональной подготовки Национального исследовательского ядерного университета «МИФИ».

## Награды
- патриаршая грамота, набедренник (2001)
- камилавка (2001)
- наперсный крест (2002)
- орден свят. Макария Московского III степени
- орден св. князя Владимира III степени

## Публикации
статьи
- Апофатическое (отрицательное) богословие: (По страницам «Православной энциклопедии») // Исторический вестник. 1999. — № 2. — С. 43-62.
- Проблема «воцерковления философии» на примере трудов свт. Григория Нисского // Богословие и философия: Аспекты диалога: Сборник докладов конференции (25.01.2001, Институт философии РАН) / составитель, ред. В. Шохин. — М. : Синод. богосл. комиссия ; М. : Институт Философии РАН, 2001. — 224 с. — С. 59-87.
- Проблематика пола в свете христианской антропологии (Быт. 1:27) // Богословская конференция Русской православной церкви «Учение Церкви о человеке». Москва, 5-8 ноября 2001 г. Материалы. — М., 2002. — C. 281—320.
  - Проблематика пола в свете христианской антропологии // Православное учение о человеке: избранные статьи. — М. : Синодальная Богословская Комиссия ; Клин : Христианская жизнь, 2004. — 432 с. — С. 251—291.
- Космология святых Отцов Каппадокийцев: вклад в современный диалог науки и богословия // Альфа и Омега. — 2003. — № 2 (36) — С. 152—170.
- Отзыв на канд. дисс. иерея Олега Корытко на тему: «Историко-богословский анализ сотериологии протестантских сект (баптистов, пятидесятников, адвентистов, иеговистов)». // Богословский вестник. 2004. — №. 4. — С. 530—533.
- Тема экуменизма в богословии и религиозной философии русской эмиграции // Православное богословие и Запад в XX веке. История встречи: материалы конференции. — [Б. м.] : Христианская Россия, 2006. — 230 с. — С. 147−164
- К вопросу о предмете и специфике теологии // Теология в системе научного знания и образования. Материалы слушаний в Общественной палате Российской Федерации. — М : Общественная палата РФ, 2008. — 114 с. — С. 19-21.
- Доктринальные основания и практический опыт работы в области ВИЧ/СПИДа и взгляд христианских конфессий на проблемы ВИЧ/СПИДа (пленарный доклад) // Взаимодействие религиозных общин России в области ВИЧ/СПИДа: материалы межрелигиозной конференции 18-19 ноября 2008 г., Москва. — М., 2009. — C. 43-50.
- «Я вижу, как люди благодаря воцерковлению обретают смысл в жизни» // Шаги профессионала. 2011. — № 3. — С. 29-30.
- ВИЧ/СПИД — христианский взгляд на болезнь // Шаги профессионала. 2011. — № 3. — С. 32-35.
- Образование в церкви: современные особенности // Образование в XXI веке. Стратегии и приоритеты: Материалы Международной научно-практической конференции (Москва, 26-28 мая 2008 г.). — М. : СФИ, 2011. — 360 с. — С. 260—263
- От Миланского эдикта до постсекулярного общества: Церковь в диалоге с наукой и культурой сегодня // Истина и Диалог. Сборник материалов XIII Свято-Троицких ежегодных международных академических чтений в Санкт-Петербурге. — СПб.: Русская христианская гуманитарная академия, 2013. — С. 139—141.
- Диалог религии и науки: новые подходы (итоги дискуссии) // Государство, религия, Церковь в России и за рубежом. 2015. — Т. 33. — № 1. — С. 164—183. (соавторы: Кырлежев А., Шишков А.)

статьи в «Православной энциклопедии»
- АВРААМИТЫ // Православная энциклопедия. — М., 2000. — Т. I : А — Алексий Студит. — С. 179. — 40 000 экз. — ISBN 5-89572-006-4.
- АГОНИКИ // Православная энциклопедия. — М., 2000. — Т. I : А — Алексий Студит. — С. 264-265. — 40 000 экз. — ISBN 5-89572-006-4.
- АДАМИТЫ // Православная энциклопедия. — М., 2000. — Т. I : А — Алексий Студит. — С. 287. — 40 000 экз. — ISBN 5-89572-006-4.
- АДЕЛОФАГИ // Православная энциклопедия. — М., 2000. — Т. I : А — Алексий Студит. — С. 297. — 40 000 экз. — ISBN 5-89572-006-4.
- АЛОГИ // Православная энциклопедия. — М., 2001. — Т. II : Алексий, человек Божий — Анфим Анхиальский. — С. 40-41. — 40 000 экз. — ISBN 5-89572-007-2.
- АНГЕЛИТЫ // Православная энциклопедия. — М., 2001. — Т. II : Алексий, человек Божий — Анфим Анхиальский. — С. 297. — 40 000 экз. — ISBN 5-89572-007-2.
- АНОМЕИ // Православная энциклопедия. — М., 2001. — Т. II : Алексий, человек Божий — Анфим Анхиальский. — С. 471-473. — 40 000 экз. — ISBN 5-89572-007-2.
- АНТИМАРИАНЕ // Православная энциклопедия. — М., 2001. — Т. II : Алексий, человек Божий — Анфим Анхиальский. — С. 487-488. — 40 000 экз. — ISBN 5-89572-007-2.
- АНТИХРИСТ // Православная энциклопедия. — М., 2001. — Т. II : Алексий, человек Божий — Анфим Анхиальский. — С. 562-581. — 40 000 экз. — ISBN 5-89572-007-2. (часть статьи)
- АНТРОПОЛОГИЯ // Православная энциклопедия. — М., 2001. — Т. II : Алексий, человек Божий — Анфим Анхиальский. — С. 700-709. — 40 000 экз. — ISBN 5-89572-007-2. (часть статьи)
- АПОЛЛИНАРИАНСТВО // Православная энциклопедия. — М., 2001. — Т. III : Анфимий — Афанасий. — С. 58-59. — 40 000 экз. — ISBN 5-89572-008-0.
- АПОЛЛИНАРИЙ младший // Православная энциклопедия. — М., 2001. — Т. III : Анфимий — Афанасий. — С. 61-62. — 40 000 экз. — ISBN 5-89572-008-0.
- АПОЛЛИНАРИЙ старший // Православная энциклопедия. — М., 2001. — Т. III : Анфимий — Афанасий. — С. 62. — 40 000 экз. — ISBN 5-89572-008-0.
- АПОТАКТИКИ // Православная энциклопедия. — М., 2001. — Т. III : Анфимий — Афанасий. — С. 134. — 40 000 экз. — ISBN 5-89572-008-0.
- АПОФАТИЧЕСКОЕ (ОТРИЦАТЕЛЬНОЕ) БОГОСЛОВИЕ // Православная энциклопедия. — М., 2001. — Т. III : Анфимий — Афанасий. — С. 134-140. — 40 000 экз. — ISBN 5-89572-008-0.
- АРИАНСТВО // Православная энциклопедия. — М., 2001. — Т. III : Анфимий — Афанасий. — С. 221-225. — 40 000 экз. — ISBN 5-89572-008-0.
- АРИЙ // Православная энциклопедия. — М., 2001. — Т. III : Анфимий — Афанасий. — С. 226-227. — 40 000 экз. — ISBN 5-89572-008-0.
- АЭТИЙ // Православная энциклопедия. — М., 2002. — Т. IV : Афанасий — Бессмертие. — С. 232-233. — 39 000 экз. — ISBN 5-89572-009-9.
- БОГ // Православная энциклопедия. — М., 2002. — Т. V : Бессонов — Бонвеч. — С. 387-433. — 39 000 экз. — ISBN 5-89572-010-2.
- Богословие // Православная энциклопедия. — М., 2002. — Т. V : Бессонов — Бонвеч. — С. 520. — 39 000 экз. — ISBN 5-89572-010-2.
- ДИФИЗИТСТВО // Православная энциклопедия. — М., 2007. — Т. XV : Димитрий — Дополнения к „Актам Историческим“. — С. 417-418. — 39 000 экз. — ISBN 978-5-89572-026-4.
- ДИХОТОМИЗМ // Православная энциклопедия. — М., 2007. — Т. XV : Димитрий — Дополнения к „Актам Историческим“. — С. 418-419. — 39 000 экз. — ISBN 978-5-89572-026-4.

интервью
- Беседа с профессором Н. В. Лосским о православном богословии / интервью — ответы: Лосский Н. В., интервью — вопросы: Шмалий В. В. // Духовный мир. 1994. — № 1. — С. 21-28.
- Когда человек меняется…: Дискуссия о том, что обычно люди называют «чудом», что такое чудо с христианской точки зрения, что говорит о чудесах церковная традиция / Вёл дискуссию главный редактор журнала «Фома» Владимир Легойда // Фома. — 2006. — № 1 (33) — С. 13-20.
- Жизнь в отсвете пасхальной радости. Мнение проректора Московской духовной академии по научно-богословской работе, секретаря Синодальной Богословской комиссии священника Владимира Шмалия // Фома. 2007. — № 3 (47). — С. 29-34.
- Интервью с секретарём Синодальной богословской комиссии, проректором Общецерковной аспирантуры протоиереем Владимиром Шмалием // Богослов.Ru. — 6 декабря 2010